# 黄金山 (石狩市)
黄金山（こがねやま）は、北海道石狩市浜益区に位置する標高739.1メートルの山である。

## 概要
アイヌ語ではピンネタイオルシペ（樹叢の平原の中にそびえる雄山）。石狩市浜益区実田（みた）、暑寒別天売焼尻国定公園内に位置する。その形から「浜益富士」、「黄金富士」とも呼ばれる。
2009年、ピリカノカ（アイヌ語では「ピㇼカノカ」で、「美しい形」の意）の一つとして、名寄市の九度山（クトゥンヌプリ）とともに国の名勝に指定された。
登山道には旧道と新道がある。旧道は途中から急勾配になりロープや岩を掴んで上る必要がある箇所がある。新道は短い梯子を上る箇所があるが全体的には比較的なだらかである。

## 交通
国道451号から登山口まで約5km。登山口より頂上へはおよそ100分。